# لوباديا نوا
لوباديا نوا هي قرية تقع في إقليم ألبا في رومانيا.

## السكان
حسب إحصائيات 2002 بلغ عدد سكان القرية 3,001 نسمة.